# Liste des musées des Yvelines
La liste des musées des Yvelines présente les musées du département français des Yvelines.

## Musées nationaux
- Musée d'archéologie nationale (Saint-Germain-en-Laye)
- Musée national des Granges de Port-Royal (Magny-les-Hameaux)
- Musée d'Histoire de France du Château de Versailles
- Maison-musée Maurice-Ravel, Montfort-l’Amaury (musée propriété de la RMN-GP et géré par la Ville de Montfort-l'Amaury en vertu d'un bail emphytéotique de 99 ans signé en 1971)

## Musées de France
Les musées suivants bénéficient du label musée de France (les musées nationaux en bénéficient automatiquement) :
- Musée de la batellerie, Conflans-Sainte-Honorine
- Musée de la toile de Jouy, Jouy-en-Josas
- Musée du domaine royal de Marly, Marly-le-Roi et Louveciennes
- Musée Victor Aubert, Maule
- Musée de l'Hôtel-Dieu, Mantes-la-Jolie
- Musée Zola-Dreyfus, Médan
- Maison-musée Maurice-Ravel, Montfort-l’Amaury
- Musée de la ville de Saint-Quentin-en-Yvelines, Montigny-le-Bretonneux
- Poissy :
  - Musée du jouet
  - Musée d'art et d'histoire (fermé)
- Musée Rambolitrain, Rambouillet
- Arboretum de Chèvreloup (Musée national d'histoire naturelle), Rocquencourt
- Saint-Germain-en-Laye :
  - Musée départemental Maurice Denis « Le Prieuré », Saint-Germain-en-Laye
  - Musée municipal
- Collection de la fondation de Coubertin, Saint-Rémy-lès-Chevreuse
- Versailles :
  - Domaine national de Versailles : Château de Versailles, Grand Trianon, Petit Trianon, Galerie des Carrosses
  - Musée Lambinet

## Autres musées
- Musée Ivan Tourgueniev (Bougival)
- Musée de la maison Fournaise (Île des impressionnistes, Chatou)
- Musée de la Grenouillère (Croissy-sur-Seine)
- France Miniature (Élancourt)
- Musée de la charronnerie (Épone)
- Musée du vélo (Favrieux)
- Musée des vieux métiers et de l'histoire de la voiture (Le Perray-en-Yvelines)
- Fondation d'art contemporain Daniel et Florence Guerlain (Les Mesnuls)
- Musée Ianchelevici (Maisons-Laffitte)
- Musée de l'Aventure automobile (Poissy)
- Collection d'art religieux ancien (Église de Craches, Prunay-en-Yvelines)
- Rambouillet :
  - Musée du jeu de l'oie
  - Musée du mouton
- Musée des arts et traditions populaires, Le Moulin Neuf, (Saint-Arnoult-en-Yvelines)
- Musée du lycée militaire (Saint-Cyr-l'École)
- Musée Claude Debussy (Saint-Germain-en-Laye)
- Musée du costume militaire (Sainte-Mesme)
- Musée de la gastronomie (Thoiry)
- Osmothèque, Conservatoire international des parfums, la mémoire des parfums (Versailles)
- Musée international d'art naïf (Vicq)

## Maisons d'artistes et de personnalités historiques
- Maison Elsa Triolet-Aragon (Saint-Arnoult-en-Yvelines)
- Maison d'Émile Zola (Médan)
- Maison de Jean Monnet (Bazoches-sur-Guyonne)
- Maison de Léon et Jeanne Blum (Jouy-en-Josas)
- Château de Monte-Cristo (demeure d'Alexandre Dumas, Le Port-Marly)
- Maison d'André Derain (demeure d'André Derain, Chambourcy)